# Grand pas
Grand pas je komplexní hudební a choreografická forma v klasických baletech. Je to soubor tanců, který slouží pouze jako taneční exhibice vedoucích tanečníků, demisólistů a v některých případech i baletního souboru a nijak nepřispívá k ději.  Obvykle se skládá z entrée (úvodu), grand adagia (baletka provádí elegantní, často pomalé a vytrvalé pohyby, zatímco ji tanečník podpírá) v podání sólistů, někdy i z tance baletního souboru (často označovaného jako ballabile), z volitelných variací (sólových tanců) pro demisólisty, primabalerínu (nebo pro obojí) a ze závěrečné cody (někdy označované jako coda générale nebo grand coda).
Příklady zahrnují grand pas z baletu Don Quichot, grand pas z baletu Paquita nebo grand pas z baletu Rajmonda.
Předpona grand (dosl. velký) znamená maximální amplitudu pohybu při jeho provádění: grand plié (velké ohnutí obou nohou směrem ven k zemi), grande piruette (velká pirueta) grand battement jeté (střídavý pohyb volné nohy ze strany na stranu; obvykle se provádí v násobcích rychle za sebou – volná noha je vyhozena co nejvýše dopředu, do strany nebo dozadu), grand pas sauté (velký skok), grand pas de chat (velký kočičí krok) atd.

## Formáty
Objevuje se v různých formátech a může mít různý počet tanečníků. Například grand pas de deux předvádějí pouze dva tanečníci a typicky slouží jako výrazné předvedení hlavní mužské a ženské postavy celovečerního baletu. Grand pas pro tři sólisty je grand pas de trois a pro čtyři sólisty je grand pas de quatre. Propracované grand pas se nachází v baletu Faraonova dcera („Дочь фараона") z roku 1862 a jeho revival z roku 2000, Skládá z částí: entrée, variace pro tři demisólisty, grand adage, valčík pro baletní sbor, variace pro tři hlavní sólisty a coda générale, která přivádí kus k velkému závěru.
Grand pas d'action je grand pas, které přispívá k příběhu baletu. Existuje také mnoho známých Grands Pas d'action, z nichž jedno je z prvního aktu Šípkové Růženky (hudba Čajkovského).
Grand pas classique – převládá klasická taneční technika a neexistuje žádný charakterový tanec. Slavné grand pas classique vytvořil Marius Petipa pro své oživení baletu Paquita (skladatele Josepha Maziliera) v roce 1881.

## Externi odkazy
Katherine Higgins,  "Grand Pas Classique" 2011 YAGP NY Finals